# Нзізі
Нзізі — дрібне газонафтове родовище на заході Уганди, яке знаходиться в центральній частині грабену озера Альберт.

## Опис
Відкрите британською компанією Tullow Oil у 2006 році внаслідок спорудження розвідувальної свердловини Нзізі-1, яка пройшла через нафтовий інтервал. До 2010-го було пробурено дві оціночні свердловини Нзізі-2 та Нзіз-3, які відкрили також газовий поклад. При тестуванні Нзізі-2 отримали приплив на рівні 0,4 млн м3 газу на добу. В той же час, розташований вище нафтовий інтервал не вийшов на режим фонтанування.
Поклади вуглеводнів, виявлені у породах епохи пліоцену (формація Нкондо), пов'язані зі сформованими на озерному мілководді пісковиками флювіально-дельтового та барового походження.
Геологічні ресурси родовища оцінюються у 0,3 млрд м3 газу (ймовірні — категорія P50), а нафти — у 30 млн барелів (можливі — категорія Р10).
За умови початку розробки продукція Нзізі (разом з попутним газом нафтового родовища Мпута) буде використовуватись перспективною ТЕС Нзізі потужністю від 50 до 80 МВт.